# Heliconius eucherius
Heliconius eucherius är en fjärilsart som beskrevs av Gustav Weymer 1906. Heliconius eucherius ingår i släktet Heliconius och familjen praktfjärilar. Inga underarter finns listade i Catalogue of Life.